# 지구에서 사는 법
"지구에서 사는 법"은 2009년에 개봉한 대한민국의 영화이다.

## 캐스팅
- 박병은 : 연우 역
- 조시내 : 혜린 역
- 박선우 : 한 실장 역
- 장소연 : 세아 역
- 김지훈 : 훈 역
- 김진배 : 젊은 남자 역
- 고효진 : 젊은 여자 역
- 홍승철 : 국장 역
- 최두영 : 김 사장 역
- 차순배 : 심 작가 역
- 최신재 : 접수요원 역
- 안송남 : 철가방 역
- 주성민 : 웨이터 역
- 하정민 : 호텔 직원 역
- 김광호 (목소리 출연)
- 김영남 (목소리 출연)